# Türkischer Arbeiterchor Westberlin
Der Türkische Arbeiterchor Westberlin, türkisch Batıberlin İşçi Korosu, war der erste türkischsprachige Arbeiterchor, der außerhalb der Türkei gegründet wurde.
Ab den 1970er Jahren führte der Gründer, Komponist und Dirigent Tahsin İncirci den Chor zu einiger Bekanntheit: Radioauftritte, eine Zusammenarbeit mit deutschen Gewerkschaftschören, internationale Auftritte und Schallplattenaufnahmen bei dem linksorientierten Schallplattenverlag Pläne zeigen dies an. In diesem Zusammenhang hat der Chor häufig politische Lyrik – nicht selten in Vertonungen ihres Leiters – interpretiert. Auch Teilnahme an DDR-Veranstaltungen wie dem 11. Festival des politischen Liedes 1981 in Ost-Berlin.
Mitglieder des Chores, die später eine Solokarriere starteten, waren zum Beispiel die spätere Solo-Jazzsängerin Özay Fecht und Sema Moritz, in Deutschland hauptsächlich mit Sema & Taksim in Erscheinung getreten.
1986 wirkte der Chor an Plattenaufnahmen des Ensembles Kreuzberger Freunde mit.

## Diskografie (Auswahl)
- Cok uzaklardan geliyoruz : neue türk. Musik (mit dem Ensemble Kreuzberger Freunde), Unsere Stimme 1986
- Wenn die Feinde mächtig sind…Chöre live. Pläne 1980
- Lieder für den Frieden und. Lieder aus der Fremde. (mit Sümeyra) Pläne 1976